# إبراهيم عبد الله الدمستاني
إبراهيم عبد الله إبراهيم الدمستاني (ولد في 1 فبراير 1970) ممرض وناشط حقوقي

## النشأة والتعليم
من مواليد 1 فبراير 1970.
حاصل على شهادة في العلوم الصحية (تخصص التمريض العام).

## المسيرة المهنية
تم تعيينه مشرف تمريض بمركز شركة ألبا الطبي. الدمستاني مدرب مدربين دولي مرخص من قبل منظمة الإسعافات الطبية بالولايات المتحدة منذ نوفمبر 2007. تولى منصب أمين سر جمعية التمريض البحرينية في العام 2003. في عام 2008 عين مدير تنفيذي للنادي الخليجي للتمريض ورئيس لفرع النادي بمملكة البحرين.
من المناصب السابقة التي شغلها:
- رئيس لجنة الإسعافات الأولية بجمعية الهلال الأحمر البحريني (1997-2000).
- عضو مجلس إدارة جمعية الصحة والسلامة ورئيس لجنة التوعية والتدريب (1998-2002).
- عضو اللجنة العليا للسلامة والصحة المهنية التابعة لوزارة العمل (1997-1999).
- عضو اللجنة الوطنية للمسنين التابعة لوزارة الشئون الاجتماعية (1997-1999).
- رئيس نقابة عمال ألبا (2002-2005).
- خبير تدريب إسعافات طبية وطوارئ لمؤسسة النفط الكويتية (2005-2007).

من أبرز ما حققه في مسيرته المهنية هو الإشراف على تدريب عدد من الممرضين لتأهيلهم على مستوى مدربين في الإسعافات الأولية الطبية والإنعاش القلبي الرئوي وتدريب نحو 800 مسعف أولي من مختلف مناطق البحرين ودول مجلس التعاون منذ العام 1991. وتنفيذ أو الإشراف على 45 ورشة عمل لمدرسي ومدرسات وزارة التربية والتعليم في مجال السلامة والإسعافات الأولية وإصابات الملاعب منذ 1992 وتنفيذ نحو 90 محاضرة لطلبة وطالبات المدرس بمختلف المراحل الدراسية منذ 1992 وتنفيذ دورة خاصة للصحافيين عن التعامل مع الحالات الطارئة والإنعاش القلبي الرئوي 2005 وتنفيذ 10 ورش عمل لمنتسبي الحركة الكشفية بمملكة البحرين عن التعامل مع الحالات الطارئة والكوارث. كما أعد كتاب استرشادي باللغتين الإنجليزية والعربية عن التعامل مع الحالات الطارئة وزع على مدارس البحرين والشركات الصناعية وهو يستخدم دليلا تدريبيا في عدد من المعاهد ومن ضمنها معهد البحرين للتدريب.

## المسيرة الحقوقية والسياسية
في 18 مارس 2010 تعرض الدمستاني للاعتقال حيث أوقف 7 أيام على ذمة التحقيق بسبب علاجه لأحد الجرحى المصابين بطلقات الشوزن في قرية كرزكان الشيعية. قررت النيابة العامة الإفراج عنه بكفالة قدرها 100 دينار وذلك بعد التحقيق معه وتوجيه تهمة التستر على متهم مطلوب للعدالة وهو المصاب بالشوزن الذي شارك في الاعتداء على دورية الشرطة بكرزكان والذي تم إدخاله إلى المستشفى دون إبلاغ الشرطة بذلك. وقد استمعت النيابة أمس إلى أقوال 3 فنيين بقسم الاشعة عن القضية وتقدم المحامي محمد التاجر بتظلم إلى المحامي العام الأول.
اعتقل الدمستاني في 4 أبريل 2011 من مقر عمله في شركة ألمنيوم البحرين «ألبا» وتم محاكمته مع الكادر الطبي بسبب قيامهم بعلاج جرحى الاحتجاجات. وشكل اعتقال الكادر الطبي ضغط دولي على السلطات من قبل المنظمات والحكومات ما اضطرها للإفراج المؤقت عن الكادر الطبي في 7 سبتمبر 2011 بضمان محل الإقامة. وجه النائب العام قضية ضد الدمستاني فيما يعرف لدى المعارضين للنظام الحاكم بقضية الكادر الطبي أن الدمستاني مع آخرون ارتكبوا جريمة احتلال مبنى مستشفى السلمانية بالقوة وما لحقه ووقع في ظله من جرائم أخرى مستند إلى أقوال الشهود سواء بالتحقيقات أو التي أدلي بها أمام المحكمة وما تم ضبطه بالمستشفى من أدوات اعتمد عليها المتهمون في السيطرة على المجمع بالقوة والتقارير الفنية الخاصة بفحص المضبوطات وكان المتهمون خانوا الأمانة ونسوا عهدهم وتناسوا رسالتهم التي سخروها لتحقيق أغراض سادتهم وحولوا المستشفى إلى سجن يحتجزون فيه من يختطفه هؤلاء مستغلين غياب الأمن فعاثوا فسادا وتجبرا منتحلين شجاعة زائفة وبطولات وهمية اصطنعوها من خيالهم المريض وما أن استتب الأمن حتى تخلت عنهم شجاعتهم المزعومة وسقطت عنهم أقنعتهم وما بقي لكل منهم سوى الفرار بجريمته والتنصل من وهم بطولته فخاب مسعاهم وردت عليهم مقاصدهم فكان لابد للقانون أن ينتصر ويقتص منهم جراء ما اقترفت أيديهم من جرائم وما اجترحوه في حق بلدهم ومجتمعهم.
14 يونيو 2012 قضت محكمة الاستئناف العليا على الدمستاني بالسجن 3 سنوات وفي 1 أكتوبر 2012 رفضت محكمة التمييز الطعون المقدمة منه مؤيدة حكم محكمة الاستئناف العليا.
في 18 مايو 2014 ذكرت عائلة الدمستاني أن الإضراب الذي ينفذه الأخير منذ 18 مايو 2014 كان للمطالبة بحق إنساني أصيل وهو لقاء ابنه الموقوف حاليا في سجن الحوض الجاف لأكثر من شهرين وللمطالبة بعرضه على الاستشاري المختص بالعمود الفقري والطبيب الشرعي لاستكمال إجراءات التحقيق الذي بدأته وحدة التحقيق الخاصة منذ 14 أكتوبر 2012. لذا قام مدير إدارة سجن جو في 9 يونيو 2014 بالتصريح بأن الدمستاني سمح له بزيارة العيادة الطبية 126 زيارة حتى تاريخه.
في 10 مارس 2015 قالت وزارة الداخلية ردا على تقارير صحفية أن الدمستاني: «يتلقى كل الحقوق المنصوص عليها في قوانين ولوائح الإصلاح والتأهيل والتي من بينها مراجعاته الطبية بعيادة المركز وخارجها كما يتلقى كل الأدوية المقررة له». وقال مدير إدارة الإصلاح والتأهيل أن: «الإدارة تؤدي واجبها القانوني تجاه جميع النزلاء بموجب القانون داعيا كل وسائل الإعلام إلى ضرورة التزام المهنية والمصداقية والدقة وعدم تداول أية معلومات بصورة أحادية».
في 28 أبريل 2015 أفرج عن الدمستاني بعد اتمامه فترة محكوميته. وفي قرية دمستان الواقعة في جنوب غرب العاصمة المنامة احتشد العشرات للترحيب بالدمستاني الذي أكد على التمسك بالمطالب الشعبية بعد أن زار قبر ابنه علي الذي قتل في 13 مارس 2011. وفي أول تعليق له قال: «الإصلاحات الترقيعية لن تكون مقبولة ومن يقبل بالحلول الترقيعية سيكون مرفوضا من هذا الشعب».
وفي نفس يوم الإفراج عنه أجرى مقابلة مع صحيفة الوسط الشيعية المعارضة حيث قال: «الوضع بداخل السجن يصل لمرحلة منع استخدام الأدوات الصحية والحصول عليها وكذلك تضييق بالنسبة لدخول دورات المياه والاستحمام كما يُمنع السجناء من شراء حاجياتهم من أدوات صحية وغير ذلك. أحداث السجن كانت شرارتها حدوث مشكلة خلال إحدى زيارات أهالي السجناء وبسبب عدم حكمة إدارة السجن في التعامل مع الموضوع تفاقم الوضع وتطور إلى داخل العنابر وفي الحقيقة كانت هذه المشكلة عامل مساعد بجانب الكثير من المشكلات الأخرى والأزمة التي حصلت كانت فريدة من نوعها ولأول مرة في البحرين. إبان الأحداث تم إخلاء عدد من المباني من السجناء ليبيتوا في العراء 4 أيام كما أسلفت ثم بعدها في خيام كانت تتسع إلى 100 شخص لكن تكدس فيها نحو 245 نزيل وهي مازالت موجودة حتى الآن. المشكلة الأساسية كانت في الاكتظاظ بداخل المباني وما حدث في الحقيقة أن العدد كبير ودافع لحدوث جملة من المشكلات فعلى سبيل المثال مبنى رقم 4 سعته 460 فرد لكن يتم تكديس 1020 فرد فيه فإنه من الطبيعي حدوث مشكلات فيه. وهذا ما أكدت عليه الأمانة العامة للتظلمات إضافة إلى المشكلات المتكررة في المركز الصحي الذي يضم طبيب واحد فقط ولا يتواجد فيه على مدار الساعة على رغم أنه لأكثر من 3 آلاف سجين. وكان عدم تجاوب الإدارة مع الظروف والطلبات سبب أيضا».
في 3 مايو 2015 أدخل الدمستاني مستشفى السلمانية جراء ما تعرض له من تعذيب في مركز الإصلاح والتأهيل «سجن جو». لقد تعرض لإصابة في «ركبتة اليمنى» أثناء الركض صباحا في ساحة السجن «الفنس». وكان المعتقلون يؤمرون بالركض السريع مع تكرار النشيد الوطني كنوع من العقاب وأثناء تأديته سقط الدمستاني على الأرض «إسفلت» مما أدى إلى إصابة بليغة في «ركبتة اليمنى» مصحوبة بآلام شديدة عند أي محاولة للحركة أو ثني للركبة. وبدأت أصوات فرقعة تظهر لديه عند تحريكه لركبته وصار لا يقدر على تحمل أي ضغط عليها مع شعوره بأنها سوف تُخلع. وبسبب الإهمال الطبي لحسب زعمه ازداد الأمر سوءا فقبل الإفراج عنه في 27 أبريل 2015 ازدادت آلامه وارتفعت درجة حرارته حيث بلغت 38.8 درجة وكان هناك انتفاخ في أكياس السوائل في المنطقة أعلى عظم الركبة بسبب عدم سرعة علاجة وتطهير الجرح وقد طلب من المسئول المناوب أن يسمح له بذهاب إلى العيادة وبدل ان يسمح له بذلك أخذه يركله على ركبته بحذائه العسكري. تم إجراء عملية جراحية في 4 مايو 2015 بسب التهاب الأنسجة وتورم أسفل الركبة.
في 11 مايو 2015 نفى مدير إدارة الإصلاح والتأهيل «سجن جو المركزي» وجود أي إهمال طبي في تعامل الإدارة مع الدمستاني الذي أفرج عنه في 28 أبريل 2015. وقال في رده على ما نُشر صحفيا إن: «النزيل السابق كان يقضي عقوبة بالسجن 3 سنوات وشهر واحد وتلقى الرعاية الطبية اللازمة أثناء وجوده في مركز الإصلاح والتأهيل وهو ما يؤكده سجله الطبي الذي يتضمن حوالي 120 مراجعة طبية خلال فترة محكوميته. الإدارة تؤدي واجبها القانوني تجاه جميع النزلاء وأن الإجراءات يحكمها تطبيق القانون ومراعاة المعايير المتعلقة بحقوق الإنسان داعيا جميع وسائل الإعلام إلى ضرورة التزام المهنية والمصداقية والدقة وعدم تداول أي معلومات بصورة أحادية».
في 26 نوفمبر 2015 طالب الدمستاني من مجلس إدارة شركة ألبا بإرجاع جميع المفصولين للعمل بسبب الاحتجاجات التي حدثت سابقا.
في 16 نوفمبر 2016 تلقى الدمستاني اتصالا من أجل المثول أمام النيابة العامة من أجل التحقيق معه. قررت النيابة العامة إخلاء سبيل الدمستاني وذلك بعد التحقيق معه حول قضية تجمهر بقرية الدراز وتحديدا عند منزل رجل الدين الشيعي وزعيم المعارضة الشيعية عيسى قاسم. واتهمت النيابة الدمستاني خلال التحقيق بالتجمهر في 11 أغسطس عند منزل قاسم بالدراز مع كل من سيد هادي الموسوي وعيسى الغائب ونضال السلمان وسيد شرف الموسوي. وخلال التحقيق أكد الدمستاني على حق الناس في ممارستهم لحرية التعبير والتجمع والاحتجاج والإضراب بشكل سلمي وفق ما حددته المواثيق والاتفاقية الدولية والتي وقعتها البحرين لكنه نفى تواجده في الدراز في 11 أغسطس مشددا للنيابة على أن هناك استهداف شخصي له من قبل التحقيقات وذلك لخلو التهمة من أية أدلة ملموسة سوى شهادة الضابط في التحقيقات الجنائية حسام المير طالبا من النيابة رفع منع السفر المفروض عليه لدواعي العلاج بالخارج. وبعدها قرر الدمستاني الهروب من البحرين خوفا من الدخول للسجن مجددا.
في 7 مايو 2017 علق الدمستاني على تأجيل البت في حكم بقضية محاكمة عيسى قاسم معتبرا أن النظام البحريني لا يمتلك الشجاعة لإصدار حكم ضد قاسم. وفي تصريح لموقع قناة المنار قال الدمستاني إن «النظام الرسمي في البحرين مدرك بأن ردود فعل كبيرة ستترتب على أي قرار سيتخذه النظام ضد الشيخ قاسم».
في 24 يونيو 2017 قال الدمستاني أن «جهاز الأمن الوطني في البحرين يعتمد مؤخرا منهجية وحشية بالتحقيق مع النشطاء والمعارضين بمختلف تخصصاتهم وفئاتهم وأشار إلى التاريخ الدموي لجهاز الأمن الوطني البحريني منذ بداياته حيث كان يقف وراء اغتيال أحمد الغريفي وجمال العصفور وجميل العلي والذين كانوا يمارسون أدوارا اجتماعية وثقافية وسياسية في حقبة الثمانينات. ليس هناك خيار آخر سوى التوثيق لدى المقرر الخاص للمدافعين عن حقوق الإنسان والنشطاء وتفعيل دور التحركات المهنية الفاعلة من خلال المنظمات الحقوقية الدولية ومواصلة العمل حسبما تقره وتؤكد عليه منظومة الحقوق الأساسية في المواثيق الدولية المعتمدة لدى الأمم المتحدة».
في 30 ديسمبر 2017 أبدى الدمستاني خشيته من استغلال النظام الحاكم وبعض الشخصيات المرتبطة به للخطاب السياسي الأخير لرجل الدين الشيعي عبد الله الغريفي والذي تحدث فيه عن ضرورة إنهاء الأزمة في البحرين وإطلاق مبادرة في هذا الاتجاه مع النظام الحاكم. وأوضح الدمستاني وبصفته معتقل سابق بأن الخطاب الذي يؤيده: «هو الذي ينهي حالة الأزمة بتحقيق المطالب المشروعة الذي ناضل من أجلها الشعب بما في ذلك تحقيق العدالة الانتقالية وتقديم القتلة والمعذبين للعدالة وتعويض المتضررين».
في 14 فبراير 2018 صرح الدمستاني لصحيفة الوقت الإيرانية الناطقة باللغة العربية: «نتعامل اليوم مع سلطة فاقدة للحكمة، وصلت إلى حالة الهستيريا والجنون بحيث تواجه النساء والأطفال بالقمع. بالتالي إن نظاما بهذا المستوى لا تستطيع أن تفسّر تصرّفاته وتحرّكاته وبالتالي نجد أن هناك دعوات أطلقها العلماء إلى مبادرة ومصالحة وإعادة ترميم، ولكن لم يكن هناك أي تجاوب من قبل النظام، هذه دعوات وتمنيات من قبل العلماء ولكن لا يوجد مشروع جدي متحرّك عليه دوليا، كما في قضية سوريا مثلا، حيث نجدها تناقش في الأمم المتحدة وجنيف، ما المانع أن تناقش قضية البحرين على مستوى الأمم المتحدة كشعب يطالب بحقوق مشروعة ولديه مطالب أقرّتها مواثيق الأمم المتحدة وهي تقرير المصير، لماذا لم يناقش، ولماذا لم يستخدم هذا الشعب أي من أساليب القمع والمواجهة سوى الحصى لمواجهة الشرطة باسلحتهم وعتادهم، لم نجد من يحرك ساكنا تجاه الموضوع، بالتالي لا يوجد أية ملامح إلى مشروع معين، لكن علينا أن نقوم بالتكليف وعدم الرضوخ لهذه الأنظمة الديكتاتورية، لا تركنوا إلى الذين ظلموا فتمسّكم النار فاصبروا وصابروا ورابطوا واتقوا الله لعلكم تفلحون. هذا هو النهج الذين يسير عليه أبناء الشعب».
في 20 نوفمبر 2018 أعلن الدمستاني مشاركته في التوقيع على العريضة الشعبية. ودعا عبر رسالة مرئية جميع المواطنين إلى المشاركة الفاعلة في التوقيع على العريضة لتشكيل مجلس تأسيسي يدعو إلى صياغة دستور يخلص البلاد من النظام الحاكم مشددا على أن يمارسوا حقوقهم السياسية والمدنية التي أقرتها المواثيق الدوليّة والعهد الدولي لممارسة الحقوق السياسية والمدنية. فشلت هذه الدعوة في جذب المواطنين للتوقيع عليها.
في 31 مارس 2021 أدار الدمستاني ندوة عبر الإنترنت بمشاركة عوائل المعتقلين وشهادات حية ونشطاء حقوقيين تحت عنوان «محنة سجناء البحرين تعمقها جائحة كورونا والحرمان من الغذاء» وتحمل الندوة شعار #أنقذوا_سجناء_البحرين.
في 27 أبريل 2022 نظم مركز الخليج لحقوق الإنسان ودايتون بيرس كلين بالتعاون مع منظمة أمريكيون من أجل الديمقراطية ومنظمة حقوق الإنسان في البحرين ومنظمة مركز البحرين لحقوق الإنسان معهد البحرين للحقوق والديمقراطية ومنظمة الإنصاف والمصالحة والمنظمة العربية لحقوق الإنسان فعالية بمجلس العموم البريطاني لندن حول «التعذيب في البحرين: العدالة والمساءلة ونظام ماغنيتسكي للعقوبات في المملكة المتحدة». ترأس الفعالية الحضورية النائب العمالي عن منطقة هامرسميث ومحامي الظل العام آندي سلوتر بينما غاب الدمستاني عن حضور الفعالية ولكنه أرسل فيديو.

## الحياة الشخصية
متزوج ولديه 3 أولاد (ولدان وبنت).
الابن الأكبر لإبراهيم الدمستاني هو علي الدمستاني (3 أكتوبر 1993) الذي قتل خلال الاحتجاجات في 13 مارس 2011 كما تعرض ولده الآخر جعفر للاعتقال أيضا.